# Xexuão

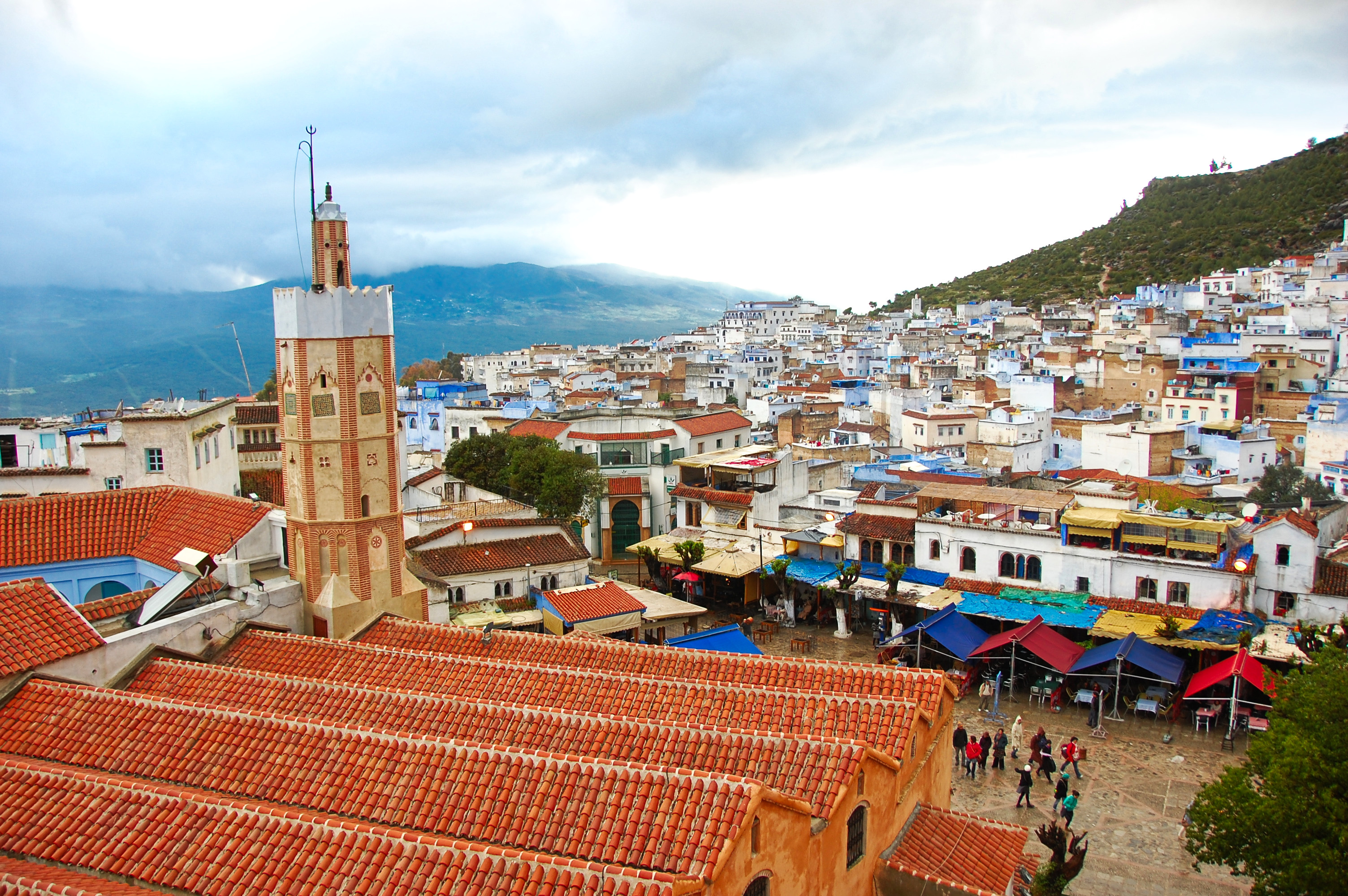
Vista panorâmica da cidade, com a Grande Mesquita e o seu peculiar minarete octogonal à esquerda

Xexuão (em castelhano: Xauen; em francês: Chefchaouen ou Chaouen; em árabe: Shafshawan ou Shawan; em berbere: Accawen; em tifinague: ⵜⵛⴻⴼⵜⵛⴰⵡⴻⵏ), por vezes chamada Barraxe ou Barraxá, nome pelo qual os portugueses conheciam o seu primeiro alcaide Ali ibne Raxide Alálame, é uma cidade e comuna do norte de Marrocos, situada nos contrafortes das montanhas do Rife, 55 km a sul de Tetuão e 100 km a sul de Ceuta. Alcandorada nas encostas dos montes Kelaa e Megu, de onde provém seu nome, que significa "os chifres", a cidade é a capital da província homónima, a qual faz parte da região de Tânger-Tetuão-Al Hoceïma. Em 2014 tinha 42 786, distribuidos pelos seus 10,4 km2 de área urbana.
Considerada um local sagrado por ali se encontrar o túmulo do santo padroeiro da região de Jebala, o sufista Moulay Abdeslam Ben Mchich Alami (1140-1227), Xexuão teve fama de ser interdita a não muçulmanos, apesar de nela viverem muitos judeus. Moulay Abdeslam é o santo padroeiro da da região de Jebala e da tribo homónima. É considerado um dos "quatro pilares do Islão" e diz-se que sete visitas ao seu túmulo em anos consecutivos equivalem a uma peregrinação a Meca.

## Etimologia
O nome berbere da cidade (Accawen ou Axauen) significa "os chifres" em berbere rifenho, uma referência aos dois picos que ladeiam a povoação, a qual está alcandorada nas suas encostas. Segundo a crença popular, o nome árabe Shifshawen procede do árabe coloquial shuf (olha) e do rifenho arabizado ashawen (axauen), mas não há evidências disso. Shawen (ou Chaouen em francês; pronúncia: "xauã") é a forma abreviada, não oficial, do nome da cidade, a qual se chamava oficialmente Xauen em espanhol durante o protetorado espanhol.

## Clima
O clima de Xexuão é do tipo mediterrânico, frio e chuvoso no inverno e seco e temperado a quente no verão. A queda de neve é comum nas partes mais altas das montanhas, mas relativamente rara na altitude da cidade (cerca de 600 m). Não é raro registarem-se temperaturas negativas no inverno, que em 2005 chegaram a -8°C. Em contrapartida, mo verão a temperatura chega a a ultrapassar os 40°C.

## História
Xexuão foi fundada em 1471 pelos xarifes idríssida do Jbel La'lam, tendo sido povoada principalmente por mouriscos do Al-Andalus (Espanha muçulmana). Ali ibne Raxide Alálame (também conhecido como Mulei Barraxe nas crónicas portugueses), o primeiro alcaide, considerado o fundador da cidade, e descendente do santo Moulay Abdeslam Ben Mchich Alami e de Maomé, construiu uma pequena fortaleza que ainda hoje existe no local de uma pequena povoação berbere, para combater o avanço dos portugueses em Marrocos, que tinham acabado de conquistar Arzila e Tânger.
Graças às suas características de reduto nas montanhas, de difícil acesso, Xexuão serviu de base a muitos ataques contra os portugueses durante praticamente um século. Ali ibne Raxide Alálame participou em muitos ataques às praças portuguesas do norte de Marrocos, principalmente Arzila, quer sozinho quer juntamente com os alcaides de Tetuão, Larache Jazém (Asjém, na província de Ouezzane) e Alcácer.

Após a morte de Ali ibne Raxide Alálame em 1512, o governo de Xexuão passou para o seu filho Mulei Abraém, muito falado nas crónicas portuguesas pelo seu carácter cavalheiresco. Mulei Abrahem lançou vários ataques a Tânger e, principalmente, a Arzila, a partir de 1517. Bernardo Rodrigues relata nos seus Anais de Arzila que em 1527 ou 1528 estiveram cativos em Xexuão o futuro embaixador português Lourenço Pires de Távora e o seu primo Manuel da Siveira, os quais foram resgatados por Fernão Caldeira, que para isso se deslocou à cidade.
| “ | Em tanto que estas mudanças pasávão, se veio a efectuar o resgate de Lourenço Pírez de Távora e de Manoel da Silveira, sendo o negoceador deste resgate o grande Fernão Caldeira, a quem o capitão encomendou e mandou a Mulei Abrahem a Xexuão, e, sendo muito bem recebido, se concertarão cm cinco mil cruzados, que fôrão logo pagos, e em cima dos cinco mil cruzados se obrigou Fernão Caldeira a dar úa moura muito fermosa da condesa, molher do conde Dom João, a qual Mulei Abrahem por sua fama muito cobiçava, e, pêra segurança desta moura, lhe leixou quatrocentos cruzados em prata lavrada [em penhor], os quais ele avia de tornar, dando-lhe a moura, que Fatema a fermosa avia nome, e por a condesa não querer dar a dita Fatema, por ser sua camareira e a vestir, Mulei Abrahem se ficou com os quatrocentos cruzados e o feitio da prata, e a Fatema, depois muitos anos, se fez cristã [...] | ” |
|   | — Bernardo Rodrigues. Anais de Arzila, cap. XXXI. |   |

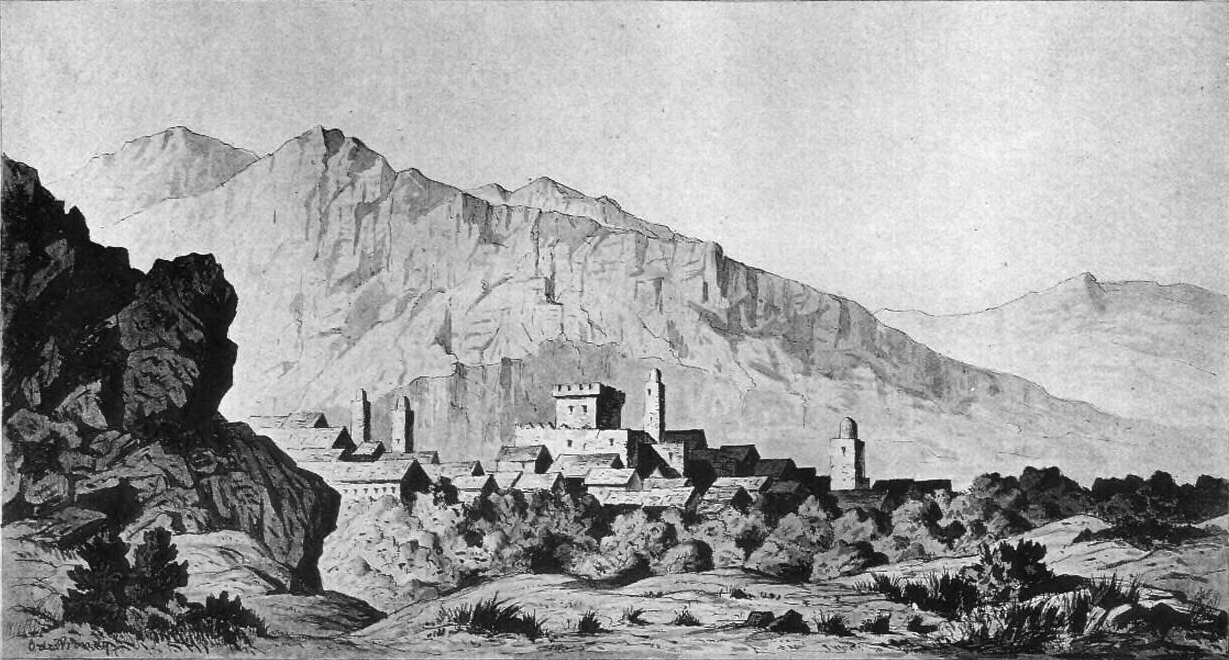
Gravura de Xexuão da obra de Charles de Foucauld Reconnaissance du Maroc, 1883-1884

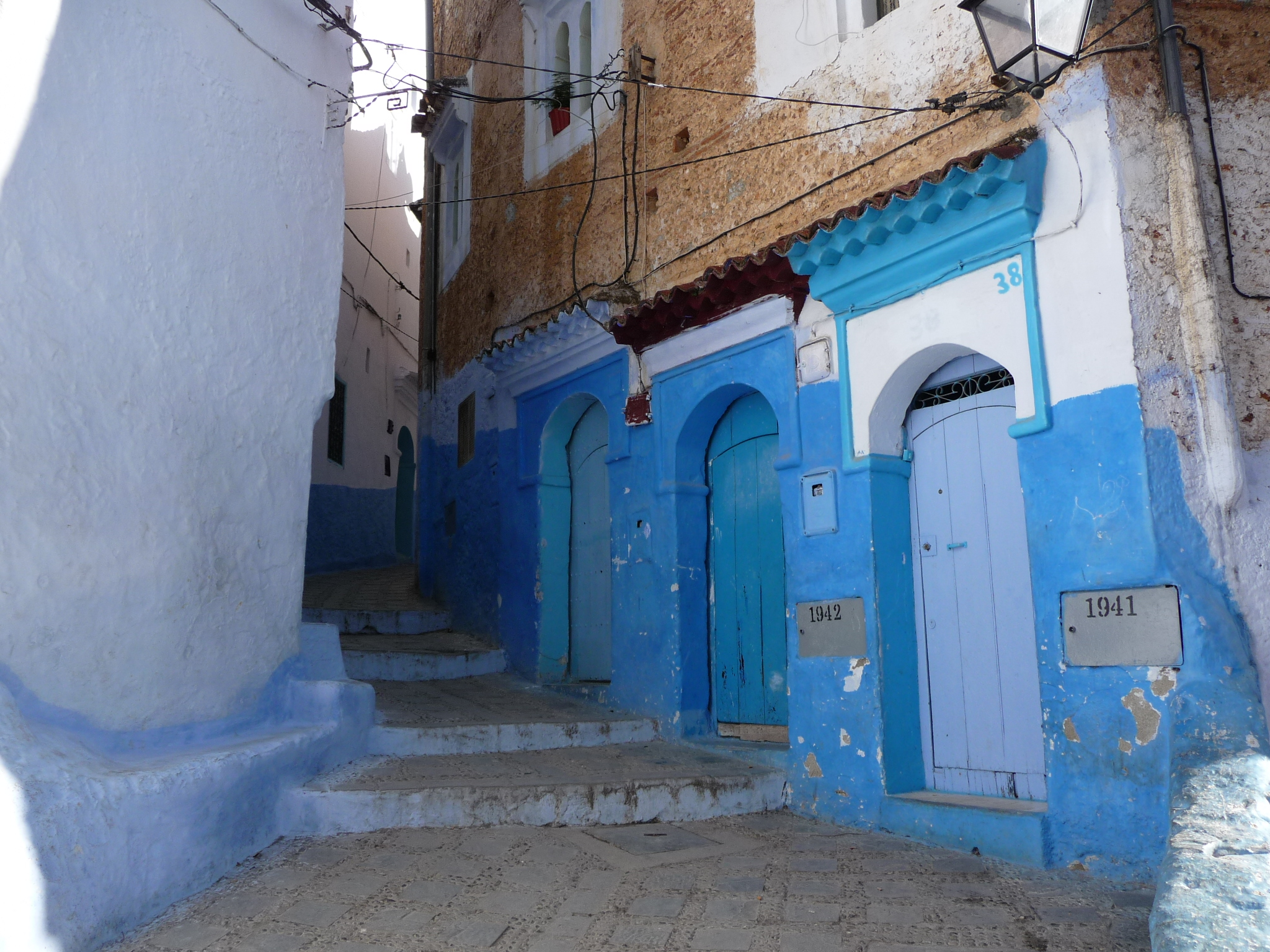
Ruela típica de Xexuão

Devido aos altos cargos a que ascendeu Mulei Abrahem,  a partir de 1531 o governo de Xexuão passou a ser exercido de facto pelo seu irmão Mulei Omar Abdesalam (Omar Salema). Em 1541, seria outro irmão, Mulei Moâmede, a herdar o título de alcaide. Durante algum tempo Xeuão foi a capital de um emirado semi-independente que controlou grande parte do noroeste de Marrocos em aliança com os Oatácidas de Fez.
A evacuação de Arzila pelos portugueses em 1550 e o desastre de D. Sebastião em Alcácer-Quibir em 1578 fez com que Xexuão perdesse muita da sua importância militar. Tetuão passou então a ser a principal base de ataque contra os portugueses, por estar melhor posicionada para ataques contra Tânger e Ceuta, que permaneceram em mãos dos portugueses.
Originalmente foi povoada sobretudo por exilados do Al-Andalus, tanto muçulmanos como judeus, que rapidamente a fizeram prosperar, Xexuão tornou-se conhecida como um dos principais locais onde os mouriscos e judeus ibéricos procuravam refúgio. Este facto está na origem das grandes semelhanças da parte antiga com a das povoações andaluzes, com ruelas estreitas de traçado irregular e casas caiadas de branco, em muitos casos, com tonalidades azuladas. Os seus habitantes nativos em geral ainda hoje se parecem fisicamente mais com os nativos do outro lado do Estreito de Gibraltar do que com a maioria dos magrebinos.[carece de fontes?]
Devido à presença do túmulo do santo sufista Moulay Abdeslam Ben Mchich Alami (1140-1227), Xexuão é considerado um local sagrado, tendo estado proibida, sob pena de morte, a entrada forasteiros não muçulmanos durante vários séculos, uma situação que só terminaria com integração efetiva da região no protetorado espanhol na década de 1920.
Entre os séculos XVI e XX, só há notícia de três visitantes europeus. O primeiro foi o missionário e explorador francês Charles de Foucauld, que esteve apenas uma hora na cidade disfarçado de rabino. O jornalista inglês Walter Harris, autor de vários livros de viagens sobre Marrocos, visitou a cidade em 1889, movido por um impulso que ele próprio descreve na sua obra Land of an African Sultan ("Terra de um Sultão Africano") «o simples facto de existir a trinta horas a cavalo de Tânger uma cidade na qual se considerava uma impossibilidade a entrada de um cristão». Harris esteve a ponto de perder a vida quando os locais se aperceberam da presença de um "cão cristão". A mesma sorte não teve o missionário americano William Summers em 1892, que foi envenenado pelos locais.

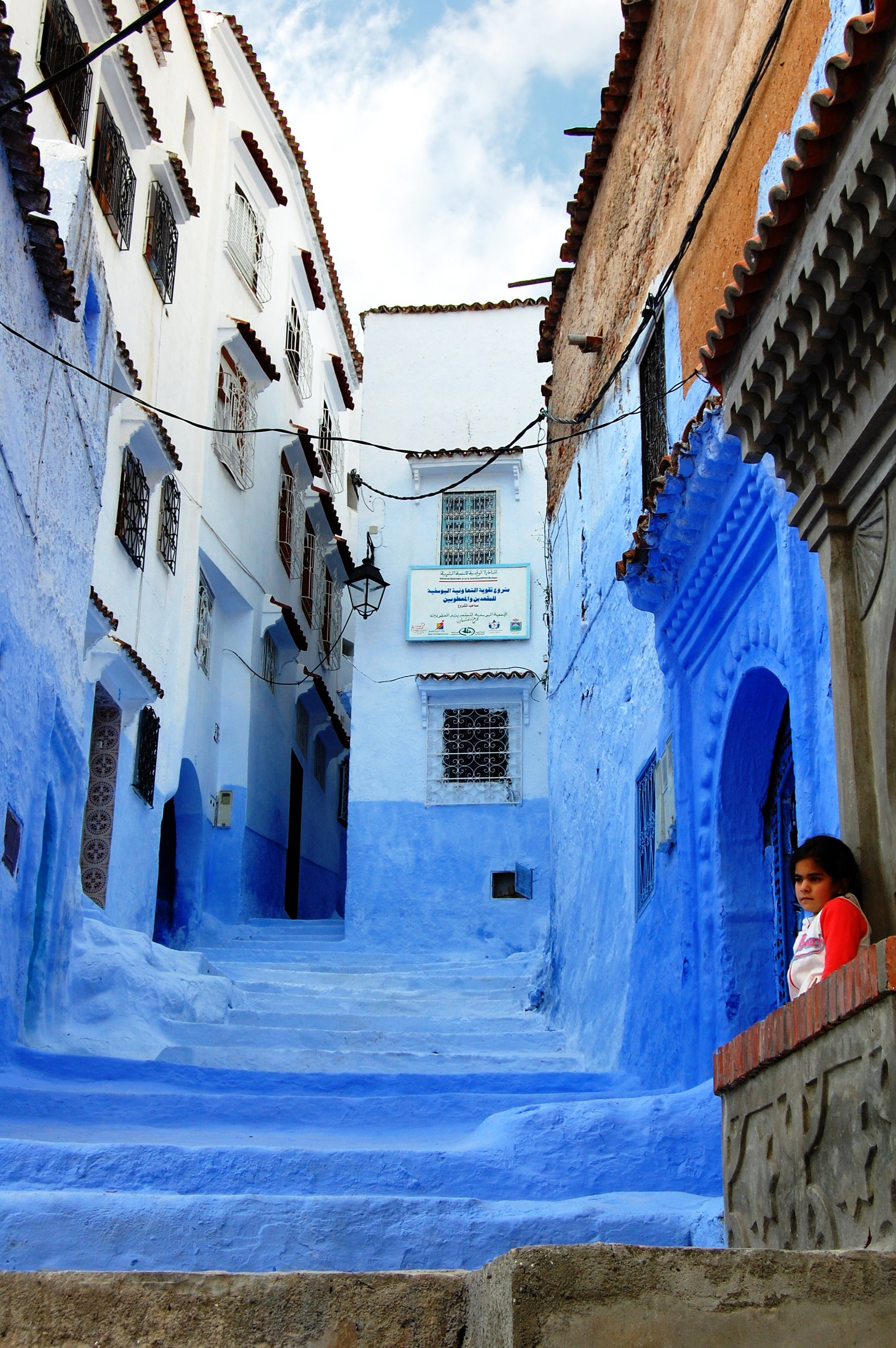
Rua típica

As mudanças na estrutura urbana e populacional são muito recentes, só tendo sido iniciadas em meados do século XX. A cidade só foi aberta no início do século XX, quando as tropas espanholas tomaram o seu controlo no âmbito do protetorado concedido a Espanha na Conferência de Algeciras de 1906 e definido pelo Tratado de Fez de 1912. Para surpresa dos primeiros espanhóis a entrarem na cidade, a numerosa comunidade judia sefardita de Xexuão falava e em alguns casos escrevia uma forma de castelhano medieval extinta  em Espanha há mais de quatro séculos.
A cidade foi uma das principais bases do exército espanhol em Marrocos. O rebelde Abd el-Krim esteve preso na alcáçova entre 1916 to 1917, depois de ter negociado com o cônsul alemão Walter Zechlin. Xexuão chegou a estar sob o controlo da República do Rife e as tropas espanholas ali estacionadas chegaram a estar à beira dum desastre durante a grande ofensiva dos rifenhos. Abd el-Krim acabou derrotado pelos espanhóis ajudados pelos franceses e foi deportado para a ilha de Reunião em 1926.
Foi em Xexuão que foi arriada a última bandeira espanhola do protetorado em 1956. Como noutras cidades que pertenceram ao protetorado espanhol, ainda hoje grande parte da população ainda sabe falar espanhol.
A cidade nova tem vindo a crescer abaixo da cidade antiga. Atualmente Xexuão é um importante centro de turismo, o que tem atraído emigrantes de outras zonas de Marrocos, principalmente do sul.

### Alcaides de Xexuão
- Ali ibne Raxide Alálame (Barraxe) : 1471-1512
- Mulei Abraém : 1512-1539
- Mulei Omar Abde Assalame (Omar Salema) 1530 - ? Governou em nome de seu irmão Mulei Abraém.

## Património e turismo

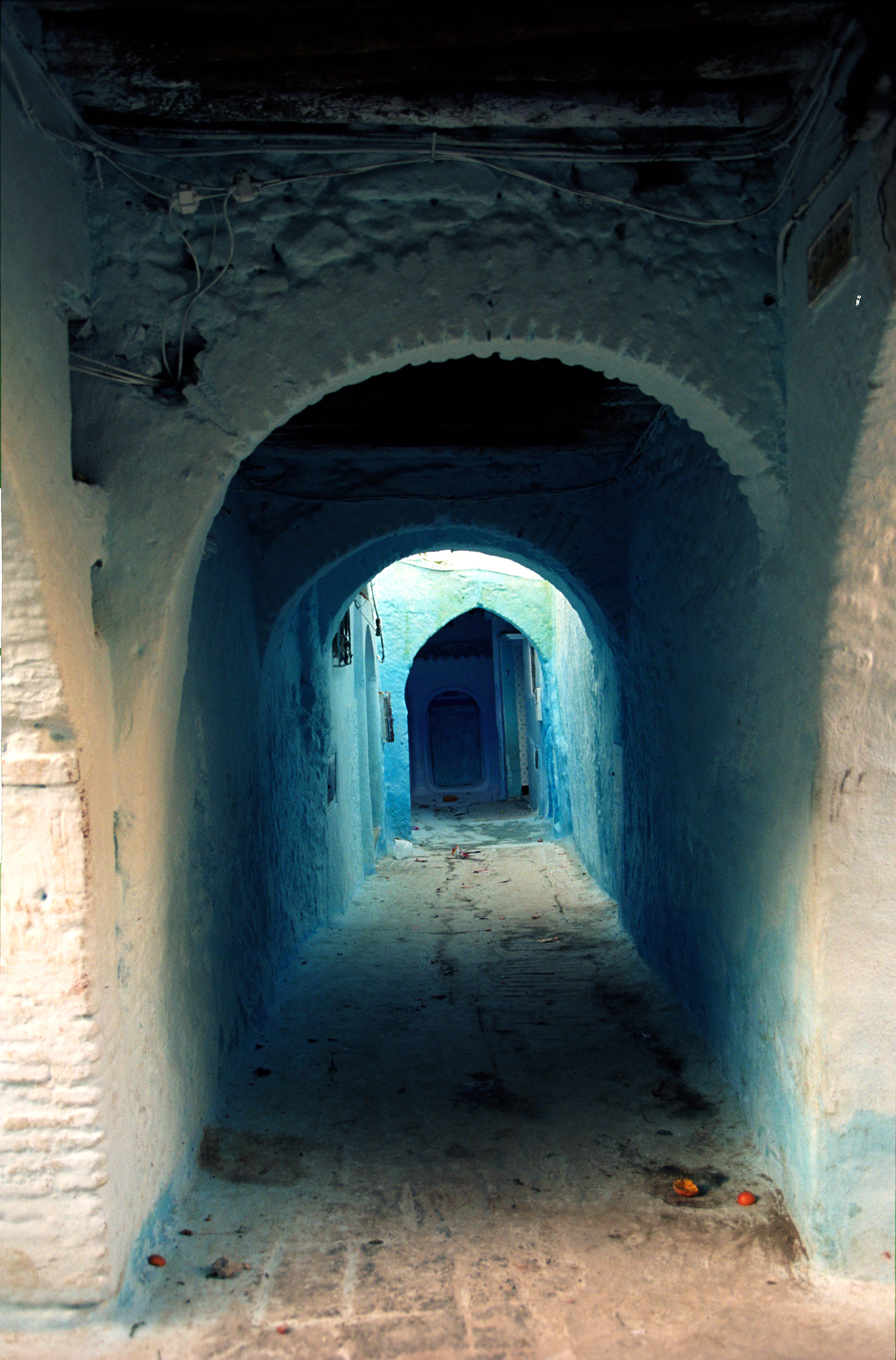
Rua abobadada

Xexuão conta com um importante património religioso. Existem mais de 20 mesquitas e oratórios, 11 zauias e 17 mausoléus. Isto valeu-lhe o cognome de El-Madina Es-Saliha (Cidade Santa). A Grande Mesquita, El-Masjid El-Aadam, foi construída em 1471 pelo fundador da cidade, Ali ibne Raxide Alálame, a qual além de ser um local de culto, foi também um centro de ensino de ciências humanas e islâmicas. Uma das mesquitas é dedicada ao santo padroeiro da região de Jebala e da tribo Jebali e um dos "quatro pilares do Islão", o sufista Abde Assalame ibne Mxixe Alálame (1140-1227), cujo túmulo se encontra à saída de Xexuão, na estrada antiga para Larache.
A parte mais antiga da cidade estende-se desde um pequeno vale elevado encosta acima até às fontes de Ras al-Ma. O centro urbano é a Praça Uta al-Hammam, na qual se encontra a alcáçova (casbá) e uma mesquita com o único minarete de base octogonal de todo o Islão. Outro lugar emblemático de Xexuão é a Mesquita dos Andaluzes.
Além da almedina (centro histórico) e dos seus monumentos, a região de Xexuão tem  outros atrativos turísticos, como sejam as florestas, nomeadamente a do Parque Nacional de Talassemtane, a nascente de Ras El Maa, as cascatas e mesquita de Cherafat, a gruta de Toughoubit e a "Ponte de Deus" em Akchour.
Há cerca 200 estabelecimentos hoteleiros na cidade, dirigidos sobretudo ao afluxo de turistas europeus no verão. Uma parte considerável dos visitantes são espanhóis, que são particularmente numerosos nos feriados como a Semana Santa e Natal.
É um destino popular para compras, pois há muito artesanato que não se encontra facilmente noutros locais de Marrocos, como roupa de lã e cobertores tecidos. Outro produto local famoso é o queijo de cabra local. A região tem fama de ser uma das maiores produtoras de cannabis de Marrocos, que embora ilegal, se encontra facilmente à venda na forma de kief e haxixe.
Xexuão foi visitada pelo casal de de dramaturgos e atores britânicos Kenneth Halliwell e Joe Orton. Essa visita é descrita nos diários de Orton.

### Património da Humanidade
A 20 de novembro de 2010, Xexuão passou a estar inscrita na lista de património cultural imaterial graças à dieta mediterrânica, que se caracteriza por modelo nutricional preservado ao longo do tempo cujos ingredientes de base são azeite, cereais, frutos e legumes ferscos ou secos, lacticínios, numerosas especiarias e condimentos, e uma proporção limitada de peixe e carne.

## Demografia
O crescimento populacional do município foi a seguinte:
| 2004   | 2010a) | 2014   |
| ------ | ------ | ------ |
| 35 709 | 38 684 | 42 786 |

a)estimativa

## Cidades gémeas
| Testour (Tunísia)              |  | Kunming (China)           |
| Ronda (Espanha)                |  | Issaquah (Estados Unidos) |
| Vejer de la Frontera (Espanha) |  |                           |